# Совещание по взаимодействию и мерам доверия в Азии
Совещание по взаимодействию и мерам доверия в Азии (СВМДА) — международный форум, объединяющий государства азиатского континента, который ставит перед собой задачу укрепления взаимоотношений и сотрудничества азиатских и евразийских государств в целях обеспечения стабильности и безопасности в регионе.

## История

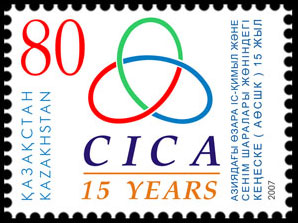
Почтовая марка Казахстана, посвящённая 15-летию СВМДА

Идея о созыве Совещания была впервые представлена президентом Казахстана Нурсултаном Назарбаевым на 47-й сессии Генеральной Ассамблеи ООН 5 октября 1992 года. С 1992 по 1997 год казахстанская сторона инициировала ряд мероприятий с участием заинтересованных сторон, был создан комитет старших должностных лиц на уровне заместителей глав министерств иностранных дел. Первая встреча министров состоялась в Алматы в 1999 году, на ней была принята Декларация принципов, регулирующих отношения между государствами-членами СВМДА.
Первый саммит СВМДА был проведён 3-5 июня 2002 года в городе Алматы (Казахстан). Делегации прислали все страны-участницы СВМДА, также в работе приняли участие представители международных организаций (ООН, ОБСЕ, Лиги арабских государств), страны-наблюдатели (Австралия, США, Индонезия, Япония, Таиланд, Вьетнам, Украина, Республика Корея). Обязанности председателя форума выполнял президент Казахстана Нурсултан Назарбаев. По итогам саммита были приняты Алматинский акт (устав форума) и Декларация СВМДА по искоренению терроризма и развитию диалога цивилизаций.
Во время второго саммита в 2006 году в Алматы было принято решение о создании Секретариата СВМДА, который расположен в Алматы.

## Членство в СВМДА

### Государства-члены
| Государство | Государство           | Государство      |
| ----------- | --------------------- | ---------------- |
| Афганистан  | Израиль               | Республика Корея |
| Азербайджан | Иордания              | Шри-Ланка        |
| Бахрейн     | Казахстан             | Таджикистан      |
| Бангладеш   | Кыргызстан            | Таиланд          |
| Камбоджа    | Кувейт                | Турция           |
| Китай       | Монголия              | ОАЭ              |
| Египет      | Пакистан              | Узбекистан       |
| Индия       | Государство Палестина | Вьетнам          |
| Иран        | Катар                 |                  |
| Ирак        | Россия                |                  |

- по английскому алфавиту

### Государства-наблюдатели[3]
| Государство | Государство | Государство  |
| ----------- | ----------- | ------------ |
| Беларусь    | Лаос        | Туркменистан |
| Индонезия   | Малайзия    | Украина      |
| Япония      | Филиппины   | США          |

### Организации наблюдатели СВМДА[4]
- Международная организация по миграции (МОМ);
- Организация Объединённых Наций (ООН);
- Организация по безопасности и сотрудничеству в Европе (ОБСЕ);
- Лига арабских государств (ЛАГ);
- Парламентская ассамблея тюркоязычных стран (Тюрк ПА).

### Организации партнеры СВМДА[5]
- Ассамблея народа Казахстана (АНК);
- Организация экономического сотрудничества (ОЭС);
- Шанхайская организация сотрудничества (ШОС);
- Региональная антитеррористическая структура ШОС (РАТС ШОС);
- Управление ООН по наркотикам и преступности (УНП ООН).

## Основные принципы СВМДА
- Суверенное равенство и уважение суверенных прав
- Мирное урегулирование конфликтов
- Экономическое, социальное и культурное сотрудничество
- Невмешательство во внутренние дела государств
- Неприменение силы или угрозы силой
- Территориальная целостность государств
- Разоружение и контроль над вооружениями
- Уважение прав человека и основных свобод

## Цели СВМДА
- Расширение сотрудничества путем выработки многосторонних подходов к обеспечению мира, безопасности стабильности в Азии
- Борьба с незаконным производством и оборотом наркотиков
- Расширение торговли и экономического сотрудничества
- Борьба с терроризмом во всех его формах и проявлениях
- Сотрудничество по вопросам охраны окружающей среды
- Предотвращение распространения и последовательная ликвидация оружия массового уничтожения
- Разработка мер доверия в гуманитарном измерении
- Укрепление взаимного уважения, понимания и терпимости в отношениях между цивилизациями

## Меры доверия
В соответствии с Алматинским Актом, осуществление мер доверия (МД) признается в качестве основного инструмента для достижения целей СВМДА.
В каталоге МД подразделяются на пять широких категорий:
- военно-политическое измерение;
- борьба с новыми вызовами и угрозами;
- экономическое измерение;
- экологическое измерение;
- человеческое измерение.

Государства-члены СВМДА могут добровольно осуществлять меры доверия на двусторонней или многосторонней основе. Каталог мер доверия и указанные в нём меры носят рекомендательный характер. Любое из государств-членов может выбрать определённые меры для применения, где это оправдано и соответствует его целям. Меры, выбранные государствами-членами, должны реализовываться добросовестно и в возможной полной мере.
Меры доверия Каталога СВМДА не наносят ущерб другим мерам доверия, соглашениям по безопасности и/или договоренностям по контролю над вооружениями и разоружению, участниками которых являются государства-члены, и данные меры не изменяют права и обязанности по этим соглашениям и/или договоренностям. Ничто не препятствует принятию государствами-членами других мер доверия между ними или с другими государствами.

## Заседания СВМДА
Совет глав государств и правительств (Саммит) — высший руководящий орган СВМДА. Саммиты проводятся каждые четыре года в целях проведения консультаций, оценки прогресса и определения приоритетов деятельности Совещания.
Совет министров иностранных дел (Министерский совет) — проводятся каждые четыре года (через два года после Саммита). Министерский совет является основным форумом для проведения консультаций и рассмотрения всех вопросов деятельности СВМДА.
Заседания Комитета старших должностных лиц (КСДЛ) созываются по мере необходимости, но не реже чем один раз в год после принятия предыдущих решений СВМДА, для проведения консультаций по текущим вопросам СВМДА, курирования деятельности Специальной рабочей группы и координации других встреч.
Заседания Специальной рабочей группы (СРГ) изучают специфические вопросы, реализует порученные ей задачи и представляет отчеты на рассмотрение Комитета старших должностных лиц.
Встречи экспертов разрабатывают проекты Концепций и Планов действий по реализации конкретных мер доверия СВМДА. Проводятся по мере необходимости по решению государства-члена, координирующего или совместно координирующего определённые меры доверия.
Специализированные встречи с участием других министров либо компетентных национальных ведомств и организаций государств-членов. Созываются по рекомендации КСДЛ для обсуждения вопросов специфического и/или технического характера
Специальные встречи

## Секретариат
Секретариат СВМДА — постоянно действующий административный орган Совещания. Расположен в г. Астана, Республика Казахстан.
В штат Секретариата входят Генеральный секретарь, назначаемый страной-председателем, Заместитель Генерального секретаря, профессиональный персонал, командируемый государствами-членами, и общий (вспомогательный) персонал.

## Руководство

### Председательство
- Казахстан (2002—2010)[8]
- Турция (2010—2014)[9]
- Китай (2014—2018)
- Таджикистан (2018—2020)
- Казахстан (2020—2024)[10]
- Азербайджан (2024—2026)[11]

### Генеральный секретарь
Генеральный секретарь (до октября 2022 — исполнительный директор) — возглавляет Секретариат. Назначается министрами иностранных дел Совещания сроком на 4 года.
Исполнительные директора:
- Жандос Асанов (2006—2008)
- Дулат Бакишев (2008—2010)
- Чинар Алдемир (2010—2014)
- Гун Цзяньвэй (2014—2018)
- Хабибулло Мирзозода (2018—2020)
- Кайрат Сарыбай (2020—2022)

Генеральные секретари:
- Кайрат Сарыбай (2022 — н.в.)